# Pleistophora cargoi
Pleistophora cargoi är en svampart. Pleistophora cargoi ingår i släktet Pleistophora och familjen Pleistophoridae.   Inga underarter finns listade i Catalogue of Life.